# Michel Durand-Delga
Michel Durand-Delga (* 18. Mai 1923 in Gaillac; † 19. August 2012 in Fontainebleau) war ein französischer Geologe und Geologie-Historiker.

## Leben
Durand-Delga studierte in Toulouse und Paris Geologie und war ab 1945 Präparator für Geologie am Collège de France unter Paul Fallot und ab 1947 Chef de travaux am Institut national agronomique. 1955 wurde er an der Sorbonne promoviert. 1958 wurde er Maître de conférences und 1960 Professor (zunächst Professor ohne Lehrstuhl, ab 1963 Titularprofessor) für Geologie an der Sorbonne. 1972 bis zur Emeritierung 1986 war er Professor an der Universität Toulouse (er verließ Paris als dort die Universitäten neu geordnet wurden und übernahm das Labor für mediterrane Geologie in Toulouse). 
Er war Mitglied des Nationalkomitees des CNRS und 1971 bis 1976 Präsident von dessen Sektion Geologie. 1975/76 war er Präsident der Französischen Geologischen Gesellschaft. 1980 wurde er korrespondierendes Mitglied und 1996 Mitglied der Académie des sciences. 2004 wurde er Ehrenmitglied des Internationalen Komitees für Geologiegeschichte.
Er befasste sich mit der Geologie und Tektonik des Atlas, der Betischen Kordilleren und des Bogens von Gibraltar, dem Ostteil der Pyrenäen und von Korsika. Außerdem befasste er sich mit Geologiegeschichte, unter anderem schrieb er Biographien von Jules Marcou (1824–1898) und Marcel Alexandre Bertrand und brachte die Affäre um den Geologen Jacques Deprat ans Licht (dafür erhielt er 2004 den Wegmann-Preis).
Er war 1956 Preisträger der Academie des Sciences, erhielt 1972 den Prix Prestwich und 2004 den Prix Wegmann der Französischen Geologischen Gesellschaft, erhielt 1994 die Ehrenmedaille Saint-Kliment Ohridski der Universität Sofia und 2008 den goldenen jurassischen Ammoniten des IGCP. 
Er war Ehrenmitglied der polnischen, bulgarischen und tschechoslowakischen geologischen Gesellschaften und der Akademie der Wissenschaften in Prag, war auswärtiges Mitglied der Polnischen Akademie der Wissenschaften, der Königlichen Akademie der Wissenschaften in Barcelona, Ungarn und in Rumänien, und Ehrendoktor in Cagliari und Granada. Durand-Delga war Ritter der Ehrenlegion und des Ordre national du mérite und Offizier der Palmes académiques. Für sein Wirken im Zweiten Weltkrieg erhielt er das Croix de guerre (er war 1943 bis 1945 als Freiwilliger in Spanien und 1944/45 kämpfte er in Frankreich, Deutschland und Österreich).

## Schriften
- Etude géologique de l’Ouest de la chaîne numidique, 1955 (Dissertation an der Sorbonne)
- mit Richard Moreau: Jules Marcou, pionnier français de la géologie nord-américaine, Paris: L’Harmattan 2002
- Marcel Bertrand, génie de la tectonique, Paris: Presse des Mines 2010